# Walentin Szaszyn
Walentin Dmitrijewicz Szaszyn (ros. Валенти́н Дми́триевич Ша́шин, ur. 16 czerwca 1916 w Baku, zm. 22 marca 1977 w Moskwie) – radziecki polityk, minister przemysłu naftowego ZSRR (1970–1977).
Początkowo uczeń tokarza i tokarz, w latach 1932–1936 uczeń technikum naftowego w Baszkirskiej ASRR, następnie pracownik trusta naftowego. Od 1938 studiował w Instytucie Naftowym w Groznym, w 1939 przeniósł się do Moskwy. Po studiach 1942 ponownie podjął pracę w truście naftowym w Baszkirskiej ASRR, gdzie 1944 został głównym inżynierem. Od kwietnia 1945 w WKP(b), od marca 1947 do grudnia 1947 był głównym inżynierem trusta "Basznieftierazwiedka", od grudnia 1949 do września 1951 został zarządcą trusta "Baszzapadnieftierazwiedka", od września 1951 do stycznia 1953 w roli zarządcy tegoż trusta. Od stycznia 1953 do września 1956 sprawował stanowisko zastępcy szefa, a od września 1956 do 1957 był szefem Zjednoczenia "Tatnieft", w latach 1957–1960 piastował stanowisko szef zarządu przemysłu naftowego Tatarskiego Sownarchozu, 1960–1965 również jako szef Głównego Zarządu Przemysłu Naftowego i Gazowego Sownarchozu RFSRR. Od października 1965 do czerwca 1970 został ministrem przemysłu wydobycia ropy naftowej ZSRR, a od czerwca 1970 do końca życia sprawował tekę ministra przemysłu naftowego ZSRR. Od 8 kwietnia 1966 do 30 marca 1970 członek Centralnej Komisji Rewizyjnej KPZR, od 9 kwietnia 1971 zastępca członka. Natomiast od 5 marca 1976 do śmierci członek KC KPZR. Deputowany do Rady Najwyższej ZSRR od siódmej do dziewiątej kadencji. Pochowany na Cmentarzu Nowodziewiczym.

## Odznaczenia
- Order Lenina (czterokrotnie)
- Order Czerwonego Sztandaru Pracy
- Nagroda Leninowska